# Peter-von-Cornelius-Denkmal
Das Peter-von-Cornelius-Denkmal ist ein historistisches Denkmal in Düsseldorf, gelegen als Point de vue der Königsallee und des Corneliusplatzes am Rande des Hofgartens. Das Standbild ehrt den Maler Peter von Cornelius, den ersten Leiter der Königlich-Preußischen Kunstakademie Düsseldorf und den Mitbegründer der Düsseldorfer Malerschule. Es wurde von dem Bildhauer Adolf von Donndorf entworfen und am 24. Juni 1879 in Gegenwart des Prinzen Wilhelm von Preußen festlich eingeweiht. Bei einer sich am Abend im Malkastenpark anschließenden Feier wurde unter den Klängen der Sommernachtstraum-Ouvertüre von Felix Mendelssohn Bartholdy und dem Malkasten-Paukenmarsch von Julius Tausch ein Festzug mit Figuren nach Gemälden von Cornelius aufgeführt.

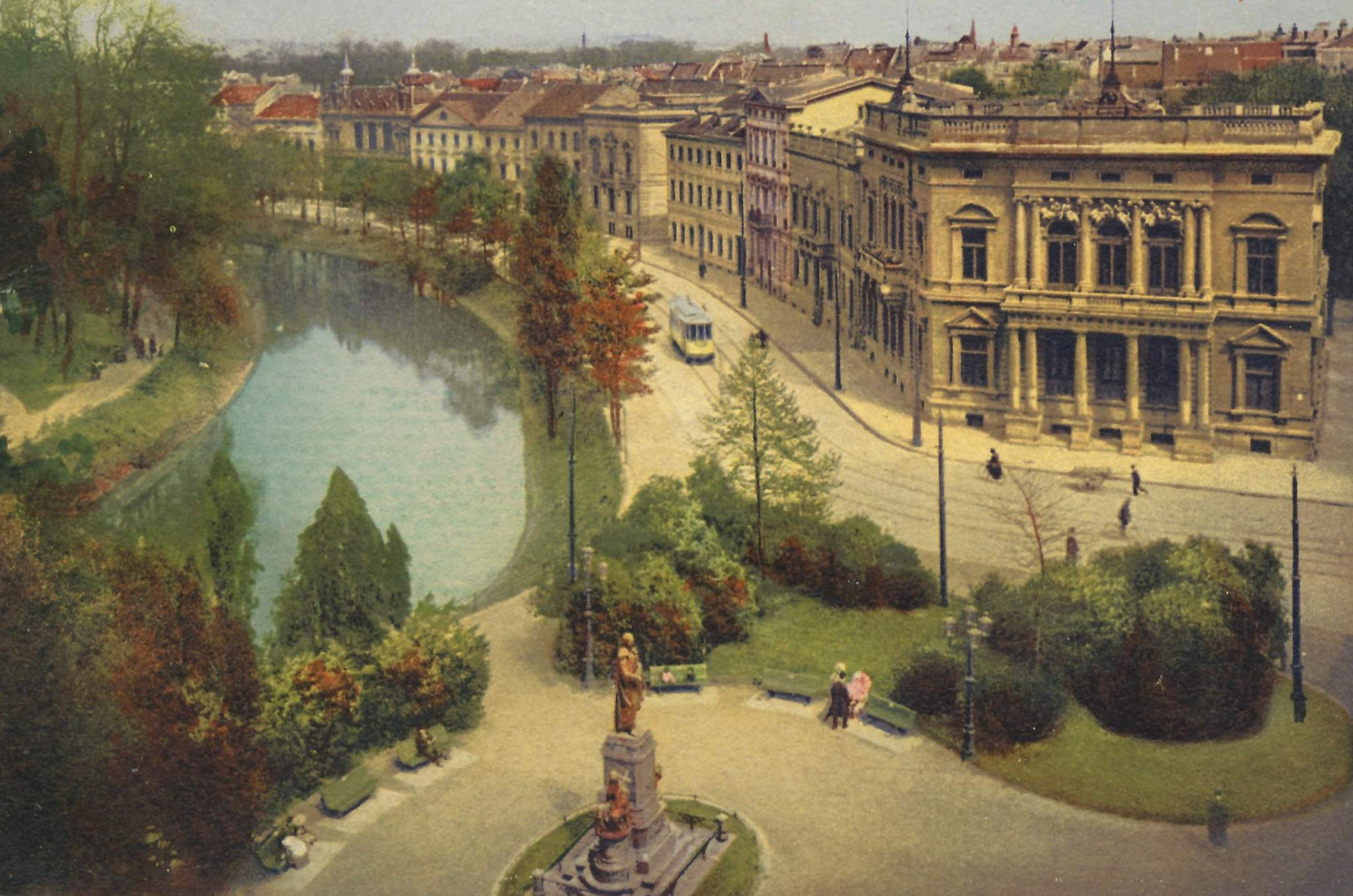
Cornelius-Denkmal um 1900 in seinem ursprünglichen Gartenambiente (unterer Bildrand)

## Beschreibung

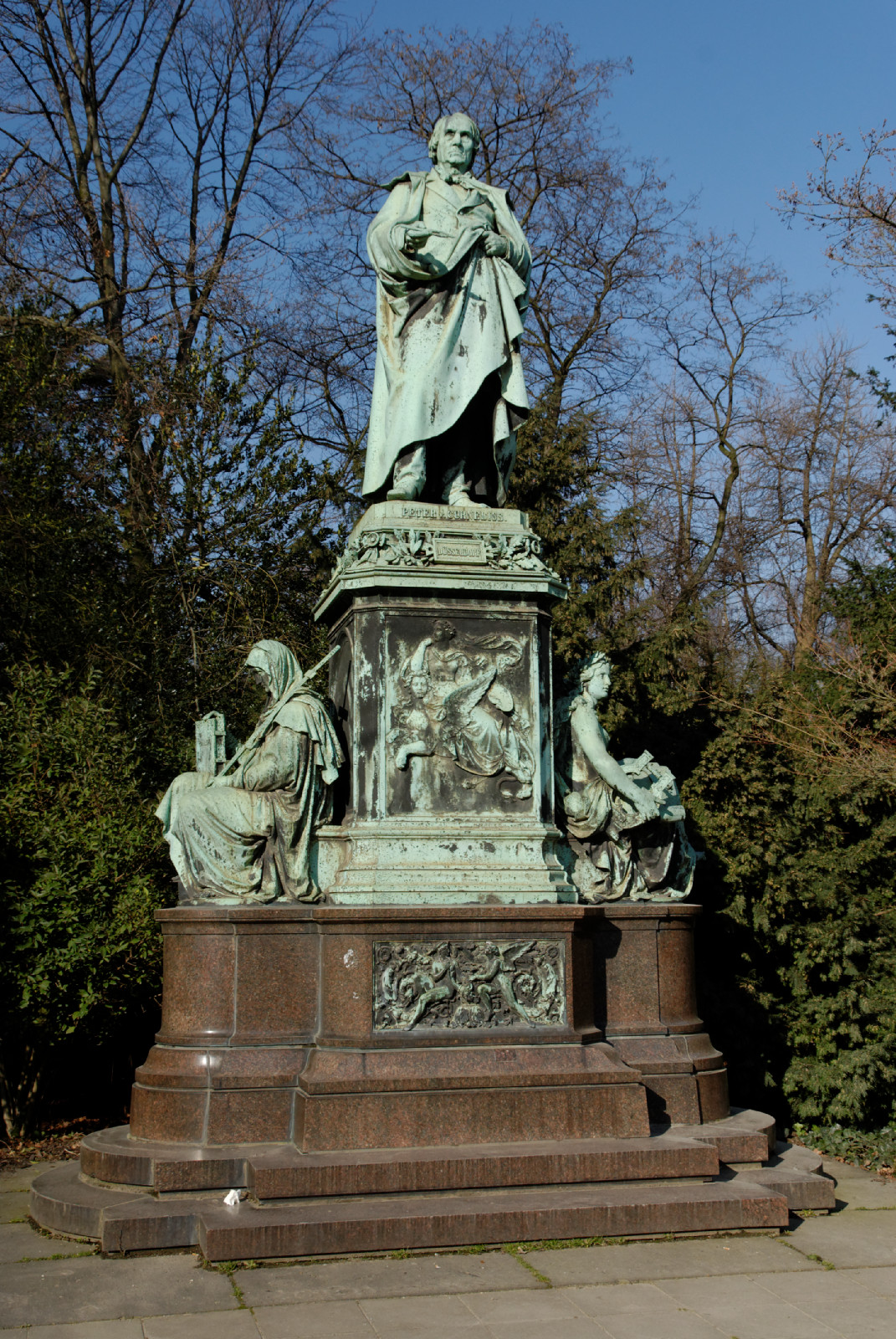
Peter-von-Cornelius-Denkmal

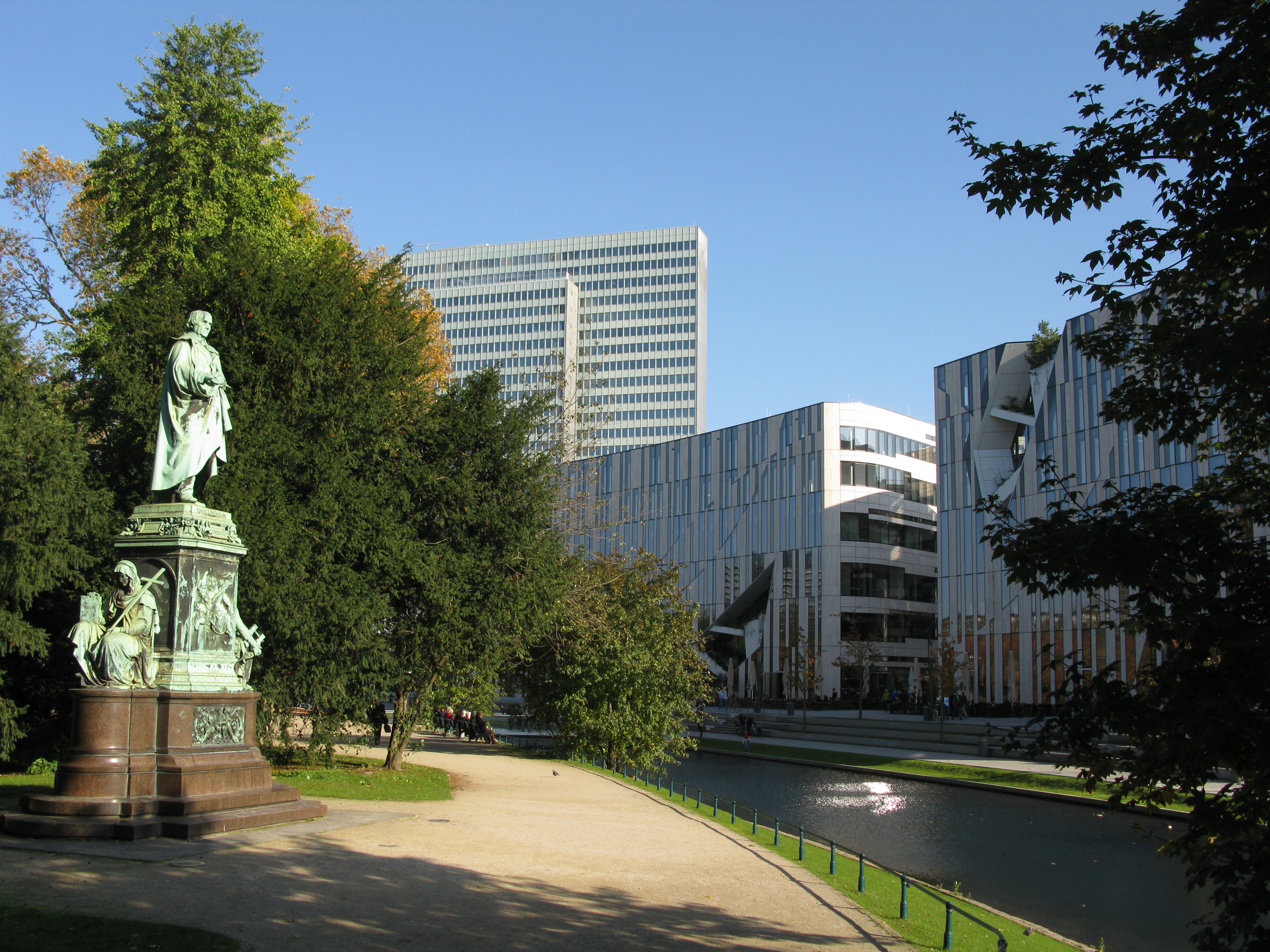
Cornelius-Denkmal (2014), mit Libeskind-Bauten am Kö-Bogen, dahinter Dreischeibenhaus

Die Bronzeplastik stellt Peter von Cornelius als stehende Figur gesetzten Alters dar. Die Figur des Geehrten, mit der Rechten einen Pinsel haltend und mit der Linken den Mantel raffend, steht auf einem bronzenen Sockel, der seinerseits auf einem dunkelrötlichen bis rotbraunen Granitsockel neobarocker Formgebung fußt. An den Querseiten des Sockels befinden sich sitzende weibliche Figuren aus Bronze als Allegorien der Dichtkunst und der Frömmigkeit. Die Allegorie der Dichtkunst hält eine Lyra, die der Frömmigkeit Bibel und Kreuz. Vorder- und Rückseite des Sockels zeigen auf Reliefs weitere allegorische Figuren: vorne die der Malerei, ausgestattet mit einer Palette, vor ihr schreitet eine geflügelte Sphinx, hinten die der Germania und der Italia, Letztere die Erstere mit einem Lorbeerkranz krönend. Im Fuß des Sockels sind weitere Reliefplatten eingelassen. Sie zeigen in einem Rankenwerk Faust und Helena. Auf Inschriften am oberen Abschluss des Sockels prangen die Namen der Städte Düsseldorf, Berlin, München und Rom, die Wirkungsstätten des Künstlers.